# Next Generation ATP Finals 2022
La Next Generation ATP Finals 2022 fue la 5ª edición de la Next Generation ATP Finals, un torneo masculino de tenis juvenil que se celebró en Milán (Italia) en noviembre de 2022.
El Next Generation ATP Finals es un torneo profesional de tenis, jugado en canchas duras bajo techo, y celebrado cada año en noviembre. Las Finales Next Generation es el torneo final para los tenistas masculinos menores de 21 años, con los 7 mejores jugadores de individuales y un invitado.

## Formato
Se introdujeron varios cambios innovadores en las reglas en 2017, incluyendo el mejor a cinco sets, el primero en ganar cuatro juegos en cada set, tie break al 3 iguales, puntuación sin ventajas (elección del sacador). También hubo reglas respecto al tiempo: el partido comenzará a los 5 minutos de la entrada del segundo jugador en la cancha, un reloj para sacar de 25 segundos, un límite máximo de tiempo médico por jugador y por partido, límites en cuándo los entrenadores pueden hablar con los jugadores y el público podrá moverse durante un partido (excepto en las líneas de base).

## Clasificación
Los siete mejores tenistas masculinos menores de 21 años con la mayor cantidad de puntos acumulados en Grand Slam y ATP World Tour durante todo el año clasificarán al Next Generation ATP Finals 2022. Los puntos contables incluyen desde los últimos torneos Challenger posteriores al Next Generation ATP Finals 2021 y los torneos disputados en 2022 que aun mantengan puntos vigentes según las reglas del Ranking ATP; además de todos los puntos obtenidos en torneos disputados durante todo el calendario tenístico 2022.

## Carrera al Campeonato

### Individuales
- Ranking actualizado al 31 de octubre de 2022.
- Aquellos jugadores en oro están clasificados.
- Aquellos jugadores en marrón han renunciado a jugar este torneo.

| Rank.         | Tenista           | Grand Slam | Grand Slam | Grand Slam | Grand Slam | ATP World Tour Masters 1000 | ATP World Tour Masters 1000 | ATP World Tour Masters 1000 | ATP World Tour Masters 1000 | ATP World Tour Masters 1000 | ATP World Tour Masters 1000 | ATP World Tour Masters 1000 | ATP World Tour Masters 1000 | Mejor actuación en otro torneo | Mejor actuación en otro torneo | Mejor actuación en otro torneo | Mejor actuación en otro torneo | Mejor actuación en otro torneo | Mejor actuación en otro torneo | Puntos totales | Torneos | Títulos |
| ------------- | ----------------- | ---------- | ---------- | ---------- | ---------- | --------------------------- | --------------------------- | --------------------------- | --------------------------- | --------------------------- | --------------------------- | --------------------------- | --------------------------- | ------------------------------ | ------------------------------ | ------------------------------ | ------------------------------ | ------------------------------ | ------------------------------ | -------------- | ------- | ------- |
| Rank.         | Tenista           | AUS        | FRA        | WIM        | USO        | IW                          | MI                          | MO                          | MA                          | RO                          | CA                          | CI                          | PA2                         | 1                              | 2                              | 3                              | 4                              | 5                              | 6                              | Puntos totales | Torneos | Títulos |
| 1             | Carlos Alcaraz    | R32 90     | CF 360     | R16 –      | G 2000     | SF 360                      | G 1000                      | R32 10                      | G 1000                      | A 0                         | R32 10                      | CF 180                      |                             | G 500                          | G 500                          | F 300                          | F 150                          | R32 0                          |                                | 6460           | 15      | 5       |
| 2             | Jannik Sinner     | CF 360     | R16 180    | CF –       | CF 360     | R16 90                      | CF 180                      | CF 180                      | R16 90                      | CF 180                      | R16 90                      | R16 90                      |                             | G 250                          | CF 90                          | SF 90                          | RR 80                          | R16 0                          |                                | 2310           | 16      | 1       |
| 3             | Holger Rune       | R128 10    | CF 360     | R128 –     | R32 90     | R64 41                      | Q1 0                        | R32 70                      | R16 115                     | Q1 0                        | R32 45                      | R64 10                      |                             | F 150                          | F 150                          | F 150                          | SF 90                          | G 80                           | R16 45                         | 1991           | 28      | 1       |
| 4             | Lorenzo Musetti   | R128 10    | R128 10    | A –        | R32 90     | R64 25                      | R128 10                     | R16 90                      | R16 115                     | A 0                         | A 0                         | R64 35                      |                             | G 500                          | G 125                          | G 250                          | CF 90                          | SF 90                          | SF 90                          | 1746           | 26      | 1       |
| 5             | Jack Draper       | R128 10    | CF 360     | R64 –      | R32 90     | A 0                         | R64 25                      | A 0                         | R32 45                      | Q1 0                        | CF 180                      | R64 10                      |                             | SF 90                          | G 80                           | G 80                           | G 80                           | G 80                           | CF 45                          | 981            | 10      | 0       |
| 6             | Brandon Nakashima | R128 10    | R32 90     | R16 –      | R32 90     | R64 25                      | R64 25                      | A 0                         | Q1 0                        | R64 35                      | R64 10                      | R64 10                      |                             | G 250                          | CF 45                          | CF 45                          | CF 45                          | CF 45                          | CF 45                          | 937            | 22      | 1       |
| 7             | Jiří Lehečka      | R128 35    | R128 10    | R128 –     | R128 10    | A 0                         | A 0                         | R64 35                      | A 0                         | A 0                         | A 0                         | A 0                         |                             | SF 200                         | G 80                           | F 60                           | CF 45                          | R16 32                         | R16 20                         | 707            | 18      | 0       |
| 8             | Chun-hsin Tseng   | R128 10    | R128 35    | R128 –     | R128 10    | Q1 0                        | A 0                         | A 0                         | A 0                         | A 0                         | A 0                         | Q2 16                       |                             | G 80                           | F 60                           | SF 33                          | SF 30                          | CF 25                          | CF 20                          | 611            | 8       | 0       |
| 9             | Dominic Stricker  | A 0        | A 0        | Q2 –       | Q1 0       | A 0                         | A 0                         | A 0                         | A 0                         | A 0                         | A 0                         | A 0                         |                             | G 125                          | G 80                           | F 50                           | R16 45                         | R16 32                         | R16 32                         | 496            | 5       | 0       |
| 10            | Francesco Passaro | A 0        | A 0        | A –        | Q2 8       | Q1 0                        | A 0                         | A 0                         | A 0                         | R64 0                       | A 0                         | A 0                         |                             | F 100                          | F 80                           | F 54                           | F 50                           | F 50                           | SF 30                          | 473            | 3       | 0       |
| 11            | Matteo Arnaldi    | A 0        | A 0        | Q1 –       | Q3 16      | Q1 0                        | A 0                         | A 0                         | A 0                         | R64 0                       | A 0                         | A 0                         |                             | F 60                           | F 55                           | F 50                           | SF 34                          | SF 30                          | SF 30                          | 407            | 3       | 0       |
| ↓ Suplentes ↓ |                   |            |            |            |            |                             |                             |                             |                             |                             |                             |                             |                             |                                |                                |                                |                                |                                |                                |                |         |         |
| 12            | Luca Nardi        | A 0        | Q3 16      | A –        | Q1 0       | A 0                         | A 0                         | A 0                         | A 0                         | R64 0                       | A 0                         | A 0                         |                             | G 80                           | G 80                           | G 80                           | R16 65                         | SF 30                          | R16 20                         | 445            | 4       | 0       |
| 13            | Timofey Skatov    | R128 35    | Q3 16      | A –        | Q1 0       | A 0                         | A 0                         | A 0                         | A 0                         | A 0                         | A 0                         | A 0                         |                             |                                |                                |                                |                                |                                |                                | 402            | 1       | 0       |

## Jugadores clasificados

### Individuales
| #  | Jugador           | Puntos | Torneos | Fecha clasificación |
| -- | ----------------- | ------ | ------- | ------------------- |
| 1  | Carlos Alcaraz    | 6,460  | 15      | 30 de septiembre    |
| 2  | Jannik Sinner     | 2,220  | 15      | 30 de septiembre    |
| 3  | Lorenzo Musetti   | 1,356  | 22      | 30 de septiembre    |
| 4  | Holger Rune       | 1,338  | 25      | 30 de septiembre    |
| 5  | Jack Draper       | 925    | 9       | 3 de octubre        |
| 6  | Brandon Nakashima | 937    | 22      | 23 de octubre       |
| 7  | Jiří Lehečka      | 630    | 18      | 23 de octubre       |
| 8  | Chun-hsin Tseng   | 490    | 30      | 26 de octubre       |
| 9  | Francesco Passaro | 473    | 28      | 27 de octubre       |
| 10 | Dominic Stricker  | 467    | 25      | 27 de octubre       |
| 11 | Matteo Arnaldi    | 445    | 4       | 6 de noviembre      |

## Finales

### Individuales
| Fecha    | Hora  | Enfrentamiento        | Enfrentamiento | Enfrentamiento   | Marcador                |
| -------- | ----- | --------------------- | -------------- | ---------------- | ----------------------- |
| 12.11.22 | 21.00 | Brandon Nakashima [3] | 3-0            | Jiří Lehečka [4] | 4-3(7-5), 4-3(8-6), 4-2 |